# Radešín
Radešín (deutsch Radeschin, Radessin) ist eine Gemeinde in Tschechien. Sie liegt zehn Kilometer südlich von Nové Město na Moravě und gehört zum Okres Žďár nad Sázavou.

## Geographie
Radešín befindet sich in der Böhmisch-Mährischen Höhe linksseitig des Baches Pivovarský potok. Nördlich liegt das Tal der Bobrůvka, dahinter erhebt sich die Kalvárie (Borowaberg, 593 m). Südöstlich liegt die Horka (Worka, 553 m), im Osten der Valy (565 m), südlich der Ve Vrších (599 m) und im Südwesten der Na Kříbu (565 m). Am südlichen Ortsrand befinden sich am Pivovarský les (Bräuwald) die Teiche Pivovarský rybník und Cihelný rybník.
Nachbarorte sind Podolí und Černý Mlýn im Norden, Bobrová im Nordosten, Mirošov im Osten, Moravec im Südosten, Bobrůvka im Süden, Sklené nad Oslavou, Na Brejlích und Rousměrov im Südwesten, Laštovičky und Bohdalec im Westen sowie Křiby im Nordwesten.

## Geschichte
In der zweiten Hälfte des 13. Jahrhunderts errichtete das Zisterzienserkloster Saar auf dem rechts der Bobrůvka befindlichen klösterlichen Gebiet einen Wirtschaftshof. 1407 wurde Radešín im Saarer Urbar als klösterlicher Lehnhof im Besitz des Jan von Radešín aufgeführt, ihm folgte in den 1450er Jahren Buzek von Radešín. 1597 verkaufte das Kloster den Hof schließlich an Samuel Radešínský von Radešovice. Daran angeschlossen war zu dieser Zeit das Dorf Bobrůvka. Radešínský baute den Hof zu einem Renaissancesitz aus und begründete auf dem Hof die Schlossbrauerei. Im Jahre 1600 erwarb Jan Radešínský († 1603) die Herrschaft Mitrov aus dem Nachlass von Paul Katharyn von Katharn hinzu. Dessen Nachkommen verkauften Mitrov 1606 an Petr Čížovský von Čížov und im darauffolgenden Jahr Radešín an Kardinal Franz Xaver von Dietrichstein. Nach dessen Tode erbte sein Bruder Maximilian von Dietrichstein die Güter. Er verkaufte die Herrschaft Radešín 1638 an das Kloster Saar. 1684 ließ der Saarer Abt Benedikt II. Zaunmüller die Gebäude instand setzen, eine Hauskapelle einrichten und einen tiefen Brunnen anlegen. Der Abt Václav Vejmluva ließ in den Jahren 1706 bis 1710 das Schloss durch Johann Blasius Santini-Aichl zu einer barocken Residenz umgestalten. Der Schlossumbau war Santinis erster Auftrag, den er von Vejmluva erhielt. Es folgten weitere, darunter die Wallfahrtskirche Zelená Hora.
Nach der Aufhebung des Klosters im Zuge der Josephinischen Reformen fiel Radešín 1784 dem Religionsfonds der Herrschaft Saar zu. Dieser wurde der k.k. Veräußerungskommission für die Staatsgüter übertragen. Die Herrschaft Saar wurde in fünf Teile aufgegliedert und 1826 erfolgte der Verkauf der Herrschaft Radešín an den Liechtensteiner Wirtschaftsrat František Schneider aus Brünn. Zugehörig waren u. a. Zvole, Svratka und Bobrůvka.
Nach der Aufhebung der Patrimonialherrschaften bildete Radešín ab 1850 einen Ortsteil der Gemeinde Unter Bobrau im Bezirk Neustadtl. 1887 entstand die politische Gemeinde Radešín. 1949 wurde die Gemeinde im Zuge der Auflösung des Okres Nové Město na Moravě dem Okres Žďár nad Sázavou zugeordnet.

## Ortsgliederung
Für die Gemeinde Radešín sind keine Ortsteile ausgewiesen.

## Sehenswürdigkeiten

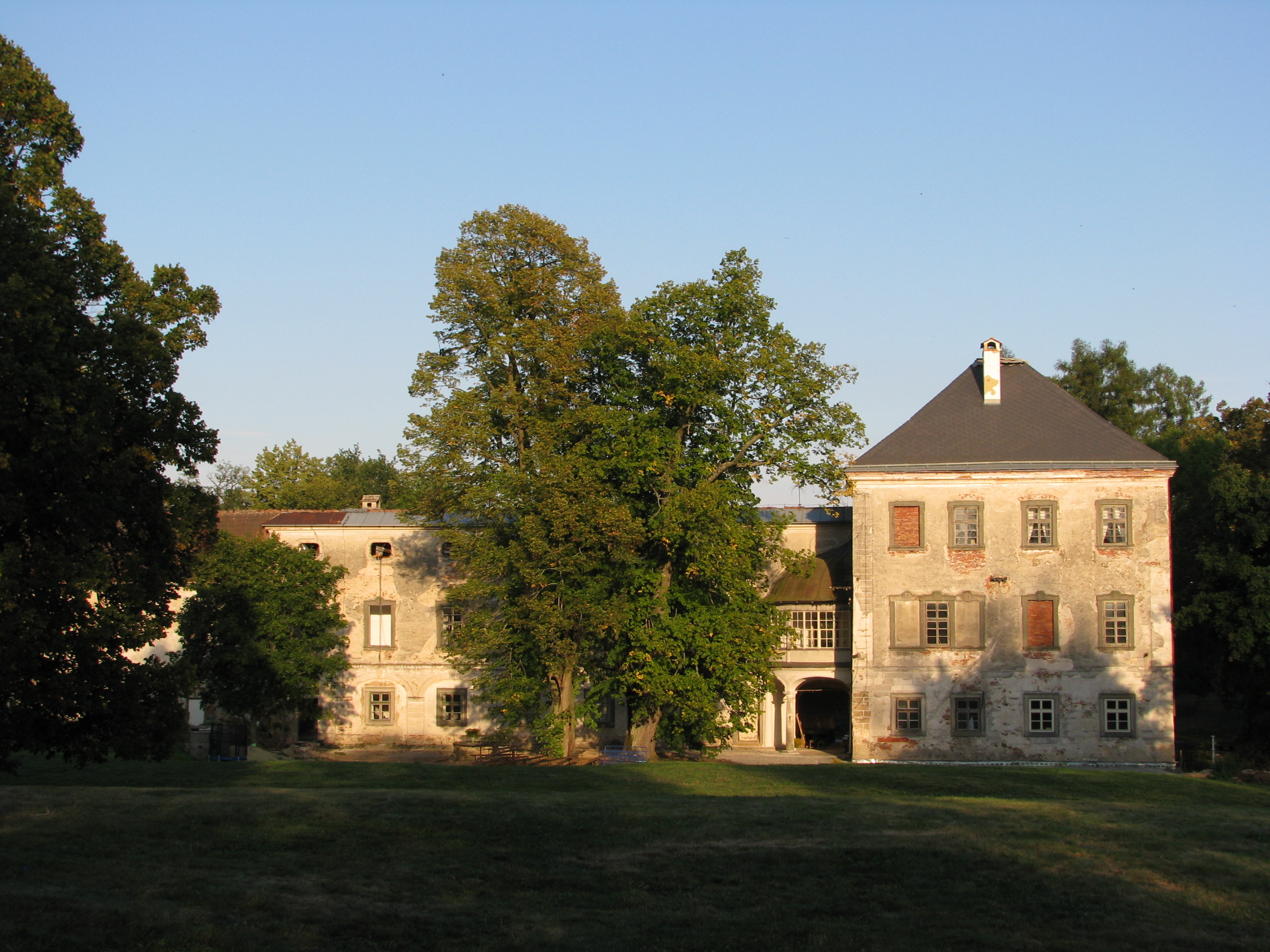
Schloss Radešín

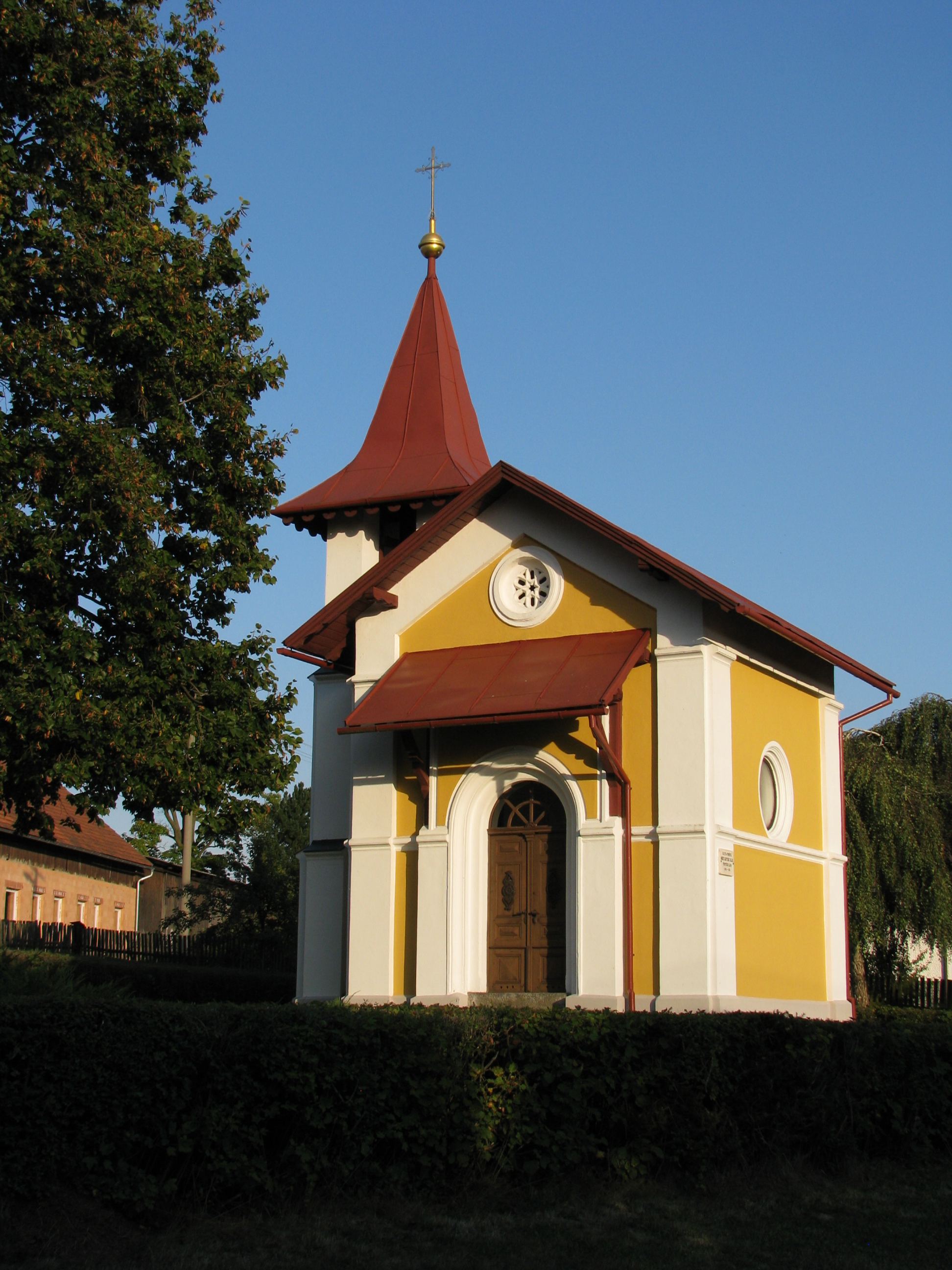
Kapelle in Radešín

- Schloss Radešín, der frühere Renaissancesitz des Geschlechts Radešínský wurde 1706–1710 durch Johann Blasius Santini-Aichl barock umgebaut. 1827 erfolgte unter František Schneider eine klassizistische Umgestaltung und die Anlage des großen Schlossparkes. Nach dem Zweiten Weltkrieg wurde das Schloss 1945 aus dem Besitz der zu den Schneiderschen Nachfahren gehörenden Familie Duré konfisziert. Bis zum Ende der 1980er Jahre gehörte das Schloss den Staatsgütern in Křižanov. Nach der Samtenen Revolution wurde das verwahrloste Bauwerk nach 20-jährigem Leerstand im Jahre 2005 privatisiert. Die Familie Kubíček beabsichtigt die Sanierung und künftige Nutzung als „Ballon-Schloss“ (Radešín ist für die Ballonfahrer ein beliebter Treffpunkt).
- Kapelle
- Christus-Statue
- Betsäule am Ortsrand